# Châtillon-sur-Morin
Châtillon-sur-Morin är en kommun i departementet Marne i regionen Grand Est (tidigare regionen Champagne-Ardenne) i nordöstra Frankrike. Kommunen ligger i kantonen Esternay som tillhör arrondissementet Épernay. År 2022 hade Châtillon-sur-Morin 208 invånare.

## Befolkningsutveckling
Antalet invånare i kommunen Châtillon-sur-Morin
| Referens: INSEE |